# Jorge Ribadeneira
Jorge Alejandro Ribadeneira Araujo, también conocido por el seudónimo Soflaquito (Guaranda, 19 de junio de 1930-Valle de Los Chillos, Quito, 29 de enero de 2020), fue un periodista y escritor ecuatoriano.

## Vida
Inició su carrera en Diario del Ecuador en 1956.
A partir de 1959, formó parte del diario El Comercio, donde ha desempeñado varios cargos y funciones de carácter periodístico: jefe de información; editor de deportes; o director adjunto, entre otros.
En 1987, fue nombrado director del vespertino Últimas Noticias. Además fue presidente de la Asociación de Periodistas Deportivos de Pichincha. También fue, durante veinte años, corresponsal y representante en Ecuador de la agencia UPI.
Su trabajo periodístico ha sido diverso, desde el ámbito policial hasta el deportivo, pasando por el histórico y el humorístico. Fue columnista fijo del diario El Comercio, con un editorial publicado cada domingo. Ha escrito varios libros como Tiempos Idos, Con Pelé, Fidel y Rolando, Humoradas y la historia oficial de El Comercio y Banco del Pichincha, publicadas estas últimas en el centenario de ambas entidades (2006).
Fue impulsor del deporte. Organizó junto a Aníbal Araujo Martinod, la Maratón de los Barrios Quiteños, competencia que ha perdurado durante sesenta ediciones, y que actualmente lleva el nombre de carrera Quito Últimas Noticias 15K, la prueba pedestre más grande del Ecuador y una de las más importantes de América, iniciada en febrero de 1960.
El Estado ecuatoriano lo ha condecorado en dos ocasiones. Los presidentes Alfredo Palacio y Gustavo Noboa reconocieron su trayectoria.
Falleció en una casa de salud a los ochenta y nueve años, debido a complicaciones en su salud por su avanzada edad.